# Trollius akiyamae
Trollius akiyamae är en ranunkelväxtart som beskrevs av Toyokuni. Trollius akiyamae ingår i släktet smörbollssläktet, och familjen ranunkelväxter. Inga underarter finns listade i Catalogue of Life.